# Stimmungsgarten TV
Stimmungsgarten TV ist ein österreichischer Fernsehsender mit Sitz in Zirl in Tirol (Bundesland), der sich auf volkstümliche Musik, Schlager, Oberkrainer-Musik und Blasmusik spezialisiert hat. Der Sender nahm am 1. Juni 2022 den Sendebetrieb auf und übernahm die Frequenz des zuvor eingestellten Musiksenders Gotv. Eigentümer ist die Zeitvertreib Entertainment GmbH.

## Geschichte
Nach der Einstellung von Gotv am 1. Juni 2022 um 3 Uhr übernahm die Zeitvertreib Entertainment GmbH die frei gewordene Frequenz, um ein neues Musikfernsehangebot zu etablieren. Mit Stimmungsgarten TV wurde ein Programm geschaffen, das sich auf deutschsprachige volkstümliche Musik und Schlager konzentriert. Neben bekannten Künstlern bietet das Programm auch Sendeplätze für weniger etablierte Interpreten.

## Programm
Das Programm von Stimmungsgarten TV umfasst verschiedene Musikformate, Interviews, Reportagen sowie Berichte über Veranstaltungen aus der Volksmusik- und Schlagerszene. Dabei werden sowohl Studioformate als auch Außenproduktionen eingesetzt.
Zu den regelmäßigen Sendungen gehören:
- Hubsis Musigwelt: Moderator Hubert Trenkwalder präsentiert Musiker aus den Bereichen Volksmusik und Schlager, führt Interviews, musiziert mit ihnen live und stellt Neuerscheinungen vor.[6][7]
- So schön kann Musi sein: Eine Sendung, die verschiedene Regionen vorstellt, mit Landschaftsaufnahmen, Interviews und Musikdarbietungen.
- Unser Leben – die Musik: Eine Talksendung mit Künstlern der Szene, die über ihre Karriere, persönliche Erfahrungen und Entwicklungen innerhalb der Musikbranche sprechen.
- Schwarzwälder Charme: Berichte und Interviews aus dem Schwarzwald mit Musikbeiträgen von regionalen Künstlern. Moderiert von Daniela Martinez.[8][9]
- Stimmungsgarten TV on Tour: Eine Reportagereihe, die von Konzerten, Festivals und weiteren Veranstaltungen aus der volkstümlichen Musik- und Schlagerszene berichtet. Hierbei werden Stimmungsbilder, Interviews und Impressionen eingefangen.[10]
- Exxpresso: Die Nachmittagssendung bringt mehrmals wöchentlich aktuelle News aus der Szene, Interviews mit musikalischen Gästen und außergewöhnlichen Persönlichkeiten.

## Veranstaltungen
Neben dem Fernsehprogramm organisiert Stimmungsgarten TV auch eigene Musikveranstaltungen, die teilweise aufgezeichnet und im Programm ausgestrahlt werden.
- Musikanten Ahoi!: Eine Musikveranstaltung am Achensee. Es wird ein Schiff der Achenseeschifffahrt gechartert. Die erste Veranstaltung fand am 21. September 2024 statt.[11]
- Wandertage von Musikgruppen: Eine Veranstaltungsreihe, bei der Musikgruppen geführte Wandertouren mit musikalischer Begleitung anbieten.

## Empfang
Stimmungsgarten TV ist über verschiedene Verbreitungswege zugänglich:
- Satellit: Astra 19,2° Ost[12]
- Kabel-TV: In verschiedenen Kabelnetzen in Deutschland, Österreich und der Schweiz
- Sky: Empfang über die Sky-Plattform[13]
- Livestream: Über die offizielle Website des Senders
- Streaming-Dienste: Über Plattformen wie Zattoo verfügbar[14]